# Dermot Mulroney
Pour les articles homonymes, voir Mulroney (homonymie).
Dermot Mulroney est un acteur, producteur et réalisateur américain, né le 31 octobre 1963 à Alexandria (Virginie).

## Biographie
Dermot Mulroney est né le 31 octobre 1963 à Alexandria (Virginie).
Il a trois frères, Kieran, Sean et Conor Mulroney et une sœur, Moira Mulroney.

### Vie privée
Il a été marié à l'actrice Catherine Keener de 1990 à 2007. Ils ont un fils, Clyde Mulroney, né en 1999.
Depuis 2008, il est remarié à la productrice Tharita Cesaroni.

## Carrière
Il commence sa carrière artistique au théâtre, puis à la télévision. C'est à 25 ans qu'il connaît sa première expérience cinématographique en jouant un petit rôle dans le long métrage Meurtre à Hollywood de Blake Edwards.
En 1988, il se fait connaître du grand public en incarnant l'un des six héros du western Young Guns. Dès lors, les rôles s'enchaînent. L'éclectisme prime puisqu'il est à l'affiche d'un film d'action (Nom de code : Nina en 1993), une comédie (Nashville Blues en 1993) ou une satire du monde du spectacle de Tom DiCillo (Ça tourne à Manhattan en 1995).
En 1995, après avoir retrouvé Tom DiCillo pour Box of Moonlight, il accompagne Sigourney Weaver sur les traces d'un dangereux psychopathe dans le thriller Copycat, puis s'illustre dans Kansas City, film noir ancré dans les années 1930 et signé Robert Altman.
En 1997, acteur changeant souvent de registre, il accède à la reconnaissance internationale grâce à son rôle du meilleur ami de Julia Roberts dans la comédie romantique Le Mariage de mon meilleur ami. Il joue ensuite dans Goodbye Lover de Roland Joffé et s'illustre notamment dans The Safety of Objects et Monsieur Schmidt, où il incarne le gendre provincial et beauf de Jack Nicholson.
En 2005, il campe le rôle d'un escort boy dans le film L'Escorte, aux côtés de Debra Messing, puis donne la réplique à Diane Lane et John Cusack dans La Main au collier.
Son rôle dans le film dramatique État de choc qui sort en 2011, où il joue un père prêt à tout pour sauver sa fille qui a besoin d'un don d'organe, montre sa capacité à s'adapter à tout type de personnage.
En 2014, on le retrouve dans la peau de Bill Gibson dans la série Crisis, où il joue un père qui a été enlevé avec sa fille ainsi que toute sa classe lors d'une sortie scolaire.
En 2018, il retrouve Julia Roberts dans la série Homecoming.

## Filmographie

### Cinéma

#### Longs métrages
- 1988 : Meurtre à Hollywood (Sunset) de Blake Edwards : Michael Alperin
- 1988 : Young Guns de Christopher Cain : Dirty Steve Stephens
- 1989 : Staying Together de Lee Grant : Kit McDermott
- 1989 : Survival Quest de Don Coscarelli : Gray
- 1990 : Un compagnon de longue date (Longtime Companion) de Norman René : John
- 1990 : Bright Angel de Michael Fields : George
- 1991 : Une place à prendre (Career Opportunities) de Bryan Gordon : Nestor Pyle
- 1991 : Samantha (en) de Stephen La Rocque : Henry
- 1992 : Break Out (Where the Day Takes You) de Marc Rocco : King
- 1993 : Nom de code : Nina (Point of No Return) de John Badham : J. P.
- 1993 : Nashville Blues (The Thing Called Love) de Peter Bogdanovich : Kyle Davidson
- 1994 : Le Gardien des Esprits (Silent Tongue) de Sam Shepard : Reeves McCree
- 1994 : Belles de l'Ouest (Bad Girls) de Jonathan Kaplan : Josh McCoy
- 1994 : Une équipe aux anges (Angels in the Outfield) de William Dear : Mr Bomman, le père de Roger
- 1994 : There Goes My Baby de Floyd Mutrux : Le pirate
- 1995 : Ça tourne à Manhattan (Living in Oblivion) de Tom DiCillo : Wolf
- 1995 : Le Patchwork de la vie (How to Make an American Quilt) de Jocelyn Moorhouse : Sam
- 1995 : Copycat de Jon Amiel : Reuben Goetz
- 1996 : Kansas City de Robert Altman : Johnny O'hara
- 1996 : Box of Moon Light de Tom DiCillo : Wick
- 1996 : Réactions en chaîne (The Trigger Effect) de David Koepp : Joe
- 1996 : Bastard Out of Carolina d'Anjelica Huston : Lyle Parsons
- 1997 : Le Mariage de mon meilleur ami (My Best Friend's Wedding) de Paul John Hogan : Michael O'Neal
- 1998 : Goodbye Lover de Roland Joffé : Jake Dunmore
- 2000 : En toute complicité (Where the Money Is) de Marek Kanievska : Wayne MacKay
- 2000 : Trixie d'Alan Rudolph : Charlie « Dexter » Lang
- 2001 : Investigating Sex d'Alan Rudolph : Edgar Faldo
- 2001 : The Safety of Objects de Rose Troche : Jim Train
- 2001 : Lovely and Amazing de Nicole Holofcener : Kevin McCabe
- 2002 : Monsieur Schmidt (About Schmidt) d'Alexander Payne : Randall Hertzel
- 2004 : Hair High de Bill Plympton : Rod (voix)
- 2004 : L'Autre Rive (Undertow) de David Gordon Green : John Munn
- 2005 : L'Escorte (The Weddind Date) de Clare Kilner : Nick Mercer
- 2005 : La Main au collier (Must Love Dogs) de Gary David Goldberg : Bob Connor
- 2005 : Esprit de famille (The Family Stone) de Thomas Bezucha : Everett Stone
- 2006 : Griffin et Phoenix (Griffin and Phoenix) d'Ed Stone : Griffin
- 2006 : Dante's Inferno de Sean Meredith : Dante (voix)
- 2007 : Gracie de Davis Guggenheim : Bryan Bowen
- 2007 : Mère-fille, mode d'emploi (Georgia Rule) de Garry Marshall : Simon
- 2007 : Zodiac de David Fincher : Capitaine Marty Lee
- 2008 : Burn After Reading de Joel et Ethan Coen : La star de Coming up Daisy
- 2008 : Jolene de Dan Ireland : Oncle Phil
- 2009 : Un éclair de génie (Flash of Genius) de Marc Abraham : Gil Privick
- 2010 : État de choc (Inhale) de Baltasar Kormákur : Paul Stanton
- 2011 : J. Edgar de Clint Eastwood : Colonel Norman Schwarzkopf Sr
- 2011 : The Family Tree de Vivi Friedman : Jack Burnett
- 2012 : Le Territoire des loups (The Grey) de Joe Carnahan : Talget
- 2012 : Miracle en Alaska (Big Miracle) de Ken Kwapis : Colonel Scott Boyer
- 2012 : Psychic (Beyond) de Josef Rusnak : Officier Jack Musker
- 2012 : Struck (Struck by Lightning) de Brian Dannelly : Neal Phillips
- 2012 : Dans la tête de Charles Swan III (A Glimpse Inside the Mind of Charles Swan III) de Roman Coppola : Le médecin
- 2012 : Trade of Innocents de Christopher Bessette : Alex Becker
- 2013 : Un été à Osage County (August : Osage County) de John Wells : Steve Huberbrecht
- 2013 : Jobs de Joshua Michael Stern : Mike Markkula
- 2013 : Stoker de Park Chan-wook : Richard Stoker
- 2013 : Space Warriors de Sean McNamara : Andy Hawkins
- 2013 : The Rambler de Calvin Lee Reeder : L'homme
- 2015 : Insidious : Chapitre 3 (Insidious : Chapter 3) de Leigh Whannell : Sean Brenner
- 2015 : Manipulation (Careful What You Wish For) d'Elizabeth Allen : Elliot
- 2015 : Truth : Le Prix de la vérité (Truth) de James Vanderbilt : Lawrence Lanpher
- 2015 : Sacrifice de Michael Cohn : Justin
- 2016 : Dirty Papy de Dan Mazer : David Kelly
- 2016 : Shameless : Saison 6 : Sean Pierce
- 2016 : Lavender d'Ed Gass-Donnelly : Patrick
- 2017 : Sleepless de Baran bo Odar : Stan Rubino
- 2017 : La Montagne entre nous (The Mountain Between Us) d'Hany Abu-Assad : Mark
- 2018 : I Still See You de Scott Speer : August Bittner
- 2018 : Oscar et le Monde des chats (Cats and Peachtopia) de Gary Wang : Blanket (voix)
- 2019 : The Courier de Zackary Adler : Agent Spécial Roberts
- 2019 : SGT. Will Gardner de Max Martini : Buddy
- 2020 : Hard Luck Love Song de Justin Corsbie : Rollo
- 2021 : Deadly Illusions d'Anna Elizabeth James : Tom Morisson
- 2021 : The Blazing World de Carlson Young : Tom Winter
- 2021 : Noël est annulé (The Fight Before Christmas) de Prarthana Mohan : Jack Lockhart
- 2021 : Montford : The Chickasaw Rancher de Nathan Frankowski : Boggy Johnson
- 2022 : Agent Game de Grant S. Johnson : Harris
- 2022 : Umma d'Iris K. Shim : Danny
- 2022 : Section 8 de Christian Sesma : Sam Ramsey
- 2022 : En route pour l'avenir (Along for the Ride) de Sofia Alvarez : Robert
- 2022 : Gone in the Night d'Eli Horowitz : Barlow
- 2022 : The Inhabitant de Jerren Lauder : Ben
- 2023 : Scream 6 (Scream VI) de Matt Bettinelli-Olpin et Tyler Gillett : Détective Wayne Bailey
- 2023 : The Getback de Jared Cohn : Chef Joe Milazzo
- 2023 : Shooting Stars de Chris Robinson : Keith Dambrot
- 2023 : Tout sauf toi (Anyone but You) de Will Gluck : Leo
- 2024 : Blackwater Lane (en) de Jeff Celentano : Matthew Anderson
- 2025 : Play Dirty de Shane Black

#### Courts métrages
- 1990 : Arduous Moon de Julie Cypher
- 1992 : Halfway House de Paul D. Robinson
- 2009 : Kisses Over Babylon d'Alex Ebert et Isaiah Seret : Le gardien
- 2018 : Monster Challenge de Michael Giacchino : L'agent de Ben

### Télévision

#### Séries télévisées
- 1986 : Fame : Max
- 1986 : CBS Schoolbreak Special : Doug Dawson
- 1993 : Family Pictures : Mack
- 2002 : Friends : Gavin
- 2007 - 2008 : Batman : Green Lantern (voix)
- 2012 - 2013 / 2018 : New Girl : Russell Shiller
- 2013 : Enlightened : Jeff Flender
- 2014 : Crisis : Francis Gibson
- 2015 - 2016 : Mozart in the Jungle : Andrew Walsh
- 2015 - 2017 : Shameless : Sean Pierce
- 2016 : Pure Genius : Dr Walter Wallace
- 2017 : American Horror Story : Cult : Bob Thompson
- 2017 : American Dad! : Jesse (voix)
- 2018 : Homecoming : Anthony
- 2018 : Into the Dark : Henry
- 2018 : LA to Vegas : Steve
- 2018 - 2019 : Arrested Development : Dusty
- 2018 - 2019 : The Purge : Bobby Sheridan
- 2018 - 2019 : Grey's Anatomy : Station 19 (Station 19) : Greg Tanner
- 2019 : Prodigal Son : Nicholas Endicott
- 2019 : Drunk History : Georges Ladoux
- 2019 : Quatre mariages et un enterrement (Four Weddings and a Funeral) : Bryce Dylan
- 2019 : The Righteous Gemstones : John Wesley Seasons
- 2020 : Messiah : Président Young
- 2020 : Prodigal Son : Nicholas Endicott
- 2020 : That One Time : Paul Crest
- 2020 - 2021 : Hanna : John Carmichael
- 2023 : Secret Invasion : Ritson, Président des Etats-Unis
- 2023 : Ghosts of Beirut : Robert Ames
- 2024 : Chicago Fire : Dom Pascal
- 2025 : The Hunting Wives : Jed Banks

#### Téléfilms
- 1986 : Sin of Innocence d'Arthur Allan Seidelman : Tim McGary
- 1987 : Daddy de John Herzfeld : Bobby
- 1987 : La rage de la victoire (Long Gone) de Martin Davidson : Jamie Weeks
- 1989 : Unconquered de Dick Lowry : Richmond Flowers Jr.
- 1993 : The Heart of Justice de Bruno Barreto : Elliot Burgess
- 1993 : The Last Outlaw de Geoff Murphy : Lieutenant Eustis
- 2008 : L'Enfant du secret (The Memory Keeper's Daughter) de Mick Jackson : David Henry
- 2011 : Silent Witness de Peter Markle : Tony Lord
- 2013 : Les Sauveurs de l'espace (Space Warriors) de Sean McNamara : Andy Hawkins
- 2015 : Il faut sauver Noël 2 ! (Northpole 2 : Open for Christmas) de Douglas Barr : Ian Hanover
- 2017 : Le train de Noël (The Christmas Train) de Ron Oliver : Tom Langdon

### Producteur
- 1995 : Ça tourne à Manhattan (Living in Oblivion) de Tom DiCillo
- 2006 : Les Enfants de l'Exil (God Grew Tired of Us : The Story of Lost Boys of Sudan) de Christopher Dillon Quinn et Tommy Walker

### Réalisateur
- 2011 : Amour, Mariage et Petits Tracas (Love, Wedding, Marriage)

## Distinctions

### Récompenses
- 2013 : Capri de la meilleure distribution dans une comédie dramatique pour Un été à Osage County, partagé avec Abigail Breslin, Chris Cooper, Juliette Lewis, Margo Martindale, Ewan McGregor, Julianne Nicholson, Julia Roberts, Sam Shepard, Meryl Streep, Benedict Cumberbatch et Misty Upham
- 2013 : Hollywood Film Awards de la meilleure distribution de l'année dans une comédie dramatique pour Un été à Osage County, partagé avec Abigail Breslin, Chris Cooper, Juliette Lewis, Margo Martindale, Ewan McGregor, Julianne Nicholson, Julia Roberts, Sam Shepard, Meryl Streep, Benedict Cumberbatch et Misty Upham
- 3e cérémonie des Nevada Film Critics Society Awards 2013 : Meilleure distribution dans une comédie dramatique pour Un été à Osage County, partagé avec Abigail Breslin, Chris Cooper, Juliette Lewis, Margo Martindale, Ewan McGregor, Julianne Nicholson, Julia Roberts, Sam Shepard, Meryl Streep, Benedict Cumberbatch et Misty Upham
- 12e cérémonie des Washington DC Area Film Critics Association Awards 2013 : Meilleure distribution dans une comédie dramatique pour Un été à Osage County, partagé avec Abigail Breslin, Chris Cooper, Juliette Lewis, Margo Martindale, Ewan McGregor, Julianne Nicholson, Julia Roberts, Sam Shepard, Meryl Streep, Benedict Cumberbatch et Misty Upham

### Nominations
- 14e cérémonie des Phoenix Film Critics Society Awards 2013 : Nomination au Prix de la plus flagrante différence d'âge entre le personnage principal et l'aimée dans une comédie dramatique pour Un été à Osage County, partagé avec Abigail Breslin
- 14e cérémonie des Phoenix Film Critics Society Awards 2013 : Meilleure distribution dans une comédie dramatique pour Un été à Osage County, partagé avec Abigail Breslin, Chris Cooper, Juliette Lewis, Margo Martindale, Ewan McGregor, Julianne Nicholson, Julia Roberts, Sam Shepard, Meryl Streep, Benedict Cumberbatch et Misty Upham
- 14e cérémonie des Phoenix Film Critics Society Awards 2013 : Meilleure distribution dans une comédie dramatique pour Un été à Osage County, partagé avec Abigail Breslin, Chris Cooper, Juliette Lewis, Margo Martindale, Ewan McGregor, Julianne Nicholson, Julia Roberts, Sam Shepard, Meryl Streep, Benedict Cumberbatch et Misty Upham
- 2014 : Gold Derby Awards de la meilleure distribution dans une comédie dramatique pour Un été à Osage County, partagé avec Abigail Breslin, Chris Cooper, Juliette Lewis, Margo Martindale, Ewan McGregor, Julianne Nicholson, Julia Roberts, Sam Shepard, Meryl Streep, Benedict Cumberbatch et Misty Upham
- 20e cérémonie des Screen Actors Guild Awards 2014 : Meilleure distribution dans une comédie dramatique pour Un été à Osage County, partagé avec Abigail Breslin, Chris Cooper, Juliette Lewis, Margo Martindale, Ewan McGregor, Julianne Nicholson, Julia Roberts, Sam Shepard, Meryl Streep, Benedict Cumberbatch et Misty Upham
- 2014 : Seattle Film Critics Awards de la meilleure distribution dans une comédie dramatique pour Un été à Osage County, partagé avec Abigail Breslin, Chris Cooper, Juliette Lewis, Margo Martindale, Ewan McGregor, Julianne Nicholson, Julia Roberts, Sam Shepard, Meryl Streep, Benedict Cumberbatch et Misty Upham

## Voix francophones
En France, Guillaume Orsat est la voix la plus régulière de Dermot Mulroney. En parallèle, Renaud Marx l'a doublé à onze reprises.
Au Québec, il est principalement doublé par Daniel Picard.